# Графство Монтекьяруголо
Графство Монтекьяруголо (итал. Contea di Montechiarugolo) — средневековое государство, существовавшее в северной Италии с центром в Монтекьяруголо.
Графство Гвасталла после смерти его первого графа Гвидо Торелли было в 1456 году разделено между его сыновьями: Пьетро Гвидо I Торелли унаследовал территорию с Гвасталлой, а для Кристофоро I Торелли было создано графство Монтекьяруголо. 
Впоследствии им правили представители семьи Торелли до 1612 года, когда после пресечения линии оно было конфисковано Рануччо I Фарнезе и присоединено к Пармскому герцогству.

## Графы Монтекьяруголо
- Кристофоро I Торелли (1449—1460)
- Маркантонио Торелли (1460—1462)
- Марсилио Торелли (1462—1489)
- Кристофоро II Торелли (1489—1500)

французская оккупация (1500—1504)
- Франческо Торелли (1504—1518)
- Паоло Торелли (1518—1545)
- Помпонио Торелли (1545—1608)
- Пио Торелли (1608—1612)